# Nicholas Gatty
Nicholas Gatty –nom de naixement Nicholas Comyn Gatty– (13 de setembre 1874, Bradfield, Yorkshire - Londres, 10 de novembre de 1946) fou un compositor i crític musical anglès.
Estudià al Royal College de Música de Londres i fou crític musical de la Pall Mall Gazette i director auxiliar del Covent Garden. El 1924 era organista de la Reial Acadèmia Militar del comte de York de Chelsea. Compongué Greysteel (òpera, 1906), Duke or Devil (òpera, 1909), The Tempest, òpera, Prince Ferelon, òpera estrenada el 1919), Macbeth (òpera escrita el 1926), Milton's on Time, per s solos, cor i orquestra, variacions per a orquestra, Ode on Time per a cor i orquestra estrenada al Festival de Sheffield de 1905, Three short Odes, per a cor i orquestra, Sona, en sol per a violí i piano, un concert per a piano i un quartet per a arc, i nombrosos cors.
Gatty era molt amic amb el compositor Ralph Vaughan Williams (1872-1958), que des de 1900 va estiuejar amb els Gatty al poble de Hooton Roberts, entre Rotherham i Doncaster, on el pare de Gatty era rector. Va morir a Londres el 1946 amb 72 anys.
El seu arxiu es conserva a la Universitat d'Exeter.